# کلوم ترنر
کلوم ترنر (انگلیسی: Callum Turner؛ زادهٔ ۱۵ فوریهٔ ۱۹۹۰) هنرپیشه و مدل اهل بریتانیا است.
از فیلم‌ها یا برنامه‌های تلویزیونی که وی در آن نقش داشته‌است می‌توان به جنگ و صلح، ویکتور فرانکنشتاین، جانوران شگفت‌انگیز: جنایات گریندل‌والد، اتاق سبز، اساسینز کرید، اما، تنها پسر زنده در نیویورک و خانه‌های متحرک اشاره کرد.